# Сергеевка (Кировоградская область)
Сергеевка (укр. Сергіївка) — село в Благовещенской городской общине Голованевского района Кировоградской области Украины.
До 2020 года входило в Благовещенский район
Население по переписи 2001 года составляло 27 человек. Почтовый индекс — 26410. Телефонный код — 5259.